# Adolph Joffe
Adolph Abramovich Joffe (em russo:  Адо́льф Абра́мович Ио́ффе, transliterações alternativas Adolf Ioffe ou, raramente, Yoffe; 10 de outubro de 1883 — 6 de novembro de 1927) foi um revolucionário comunista, político bolchevique e diplomata soviético de ascendência judaica caraíta.

## Biografia
Adolf Abramovich Joffe nasceu em Simferopol, Crimeia, no Império Russo, em uma família caraíta rica. Tornou-se um social-democrata em 1900 enquanto ainda estava no ensino médio, formalmente juntando-se ao Partido Operário Social-Democrata Russo (POSDR) em 1903. Em 1904, foi enviado a Baku, fugindo para evitar a prisão. Foi enviado para Moscou, mas teve que fugir novamente, desta vez para o exterior. Após os acontecimentos do Domingo Sangrento de 9 de janeiro de 1905, Joffe retornou à Rússia e participou ativamente da Revolução Russa de 1905. No início do ano seguinte, foi forçado a emigrar e morar em Berlim até sua expulsão da Alemanha em maio de 1906.
Na Rússia, Joffe estava perto da facção menchevique dentro do POSDR. No entanto, depois de se mudar para Viena em maio de 1906, aproximou-se da posição de Leon Trótski e o ajudou a editar o Pravda de 1908 a 1912 enquanto estudava medicina e com Alfred Adler a psicanálise. Também usou a fortuna de sua família para apoiar o Pravda financeiramente. Durante o curso de sua atividade revolucionária secreta, adotou o nome "V. Krymsky", apelido que significa "Crimeano".
Em 1912, foi preso ao visitar Odessa, encarcerado por 10 meses e depois exilado na Sibéria.